# Carol Miller

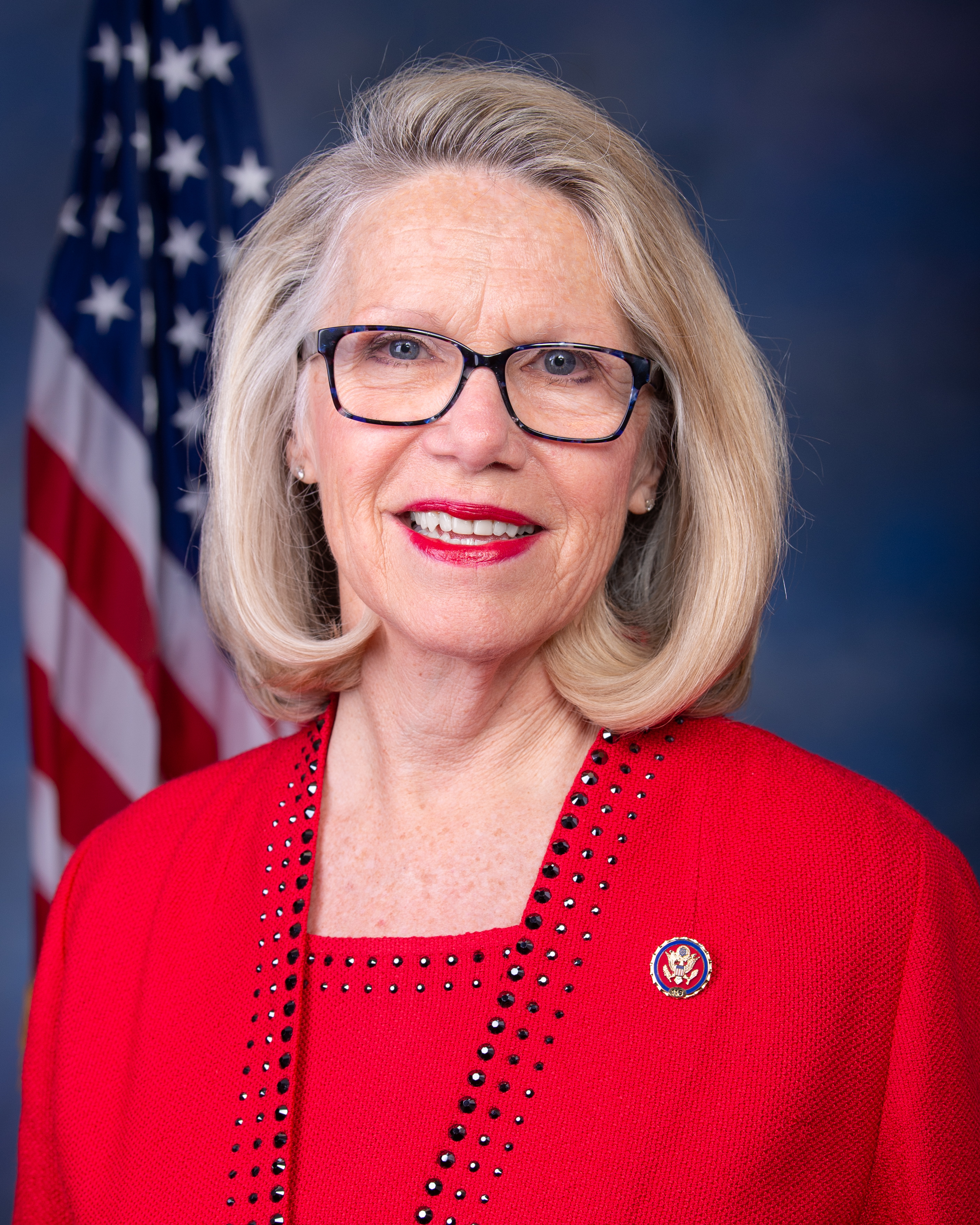
Carol Miller (2019)

Carol Devine Miller (* 4. November 1950 als Carol Devine in Columbus, Ohio) ist eine US-amerikanische Politikerin der Republikanischen Partei. Sie ist seit dem 3. Januar 2019 als Abgeordnete des Bundesstaates West Virginia Mitglied des Repräsentantenhauses der Vereinigten Staaten, derzeit für den dritten Distrikt. Von 2007 bis 2019 war sie Mitglied des Abgeordnetenhauses von West Virginia.

## Leben
Carol Miller ist die Tochter des früheren Kongressabgeordneten Samuel L. Devine. Sie wuchs in Bexley im Bundesstaat Ohio auf und studierte an der Columbia University, die sie mit einem Bachelorabschluss in Geschichte und Politikwissenschaften abschloss. Sie leitet eine Immobilienfirma sowie ihre eigene Bison Farm.
Sie ist verheiratet und lebt mit ihrem Mann Matt in Huntington (West Virginia). Sie hat zwei Töchter und sieben Enkelkinder.

## Politik
Im Jahr 2004 trat Miller bei den Wahlen für Sitz des 15. Bezirkes im Abgeordnetenhaus von West Virginia an. Bei der Wahl im November 2004 unterlag sie jedoch den demokratischen Amtsinhabern Margarette Leach, Kevin Craig und Jim Morgan (in diesem Wahlbezirk werden drei Abgeordnete gleichzeitig gewählt). Bei der Wahl zwei Jahre später bewarb sie sich erneut um den Sitz. Am 7. November 2006 setzte sie sich gegen Leach durch, womit sie im Januar 2007 deren Sitz im Abgeordnetenhaus übernahm. Danach wurde Miller fünfmal wiedergewählt. Durch eine Umstrukturierung der Wahlbezirke vertrat Miller seit 2013 den 16. Wahlbezirk. In ihrer letzten Legislaturperiode war sie Whip der Mehrheitsfraktion.
Im Mai 2017 kündigte der Kongressabgeordnete Evan Jenkins an, sein Mandat nach dem Ende der laufenden Legislaturperiode niederzulegen, um bei den Kongresswahlen gegen Joe Manchin um einen Senatssitz anzutreten. Im Juli 2017 gab Carol Miller ihre Kandidatur um Jenkins Nachfolge bekannt. In der republikanischen Vorwahl am 8. Mai 2018 setzte Miller sich gegen zwei andere Kandidaten durch. Bei der Kongresswahl am 6. November 2018 besiegte Miller den demokratischen Kandidaten Richard Ojeda mit 56,4 Prozent der Stimmen. Mit ihrem Amtsantritt am 3. Januar 2019 legte Carol Miller ihr Mandat im West Virginia House of Delegates nieder. Die Wahl 2020 konnte Miller ebenfalls gewinnen. Zu Beginn der Legislaturperiode im 117. Kongresses stimmte sie gegen die Zertifizierung von Wahlergebnissen der Präsidentenwahl 2020 und vertrat in der Folge die Verschwörungstheorie der Big Lie, nach der Trump die Wahl gestohlen worden sei.
Die Primary (Vorwahl) zur Kongresswahl 2022 ihrer Partei, nunmehr für den ersten Distrikt, am 10. Mai 2022 konnte sie gegen vier Mitbewerber gewinnen. In der Hauptwahl am 8. November 2022 gegen Eugene Watson von der Demokratischen Partei sowie die unabhängige Belinda Fox-Spencer setzte sich Carol Miller mit 66,7 % durch. Bei der Vorwahl zur folgenden Kongresswahl 2024 trat der wegen seiner Beteiligung am Angriff auf das Kapitol am 6. Januar 2021 verurteilte Derrick Evans gegen sie an, der sie unter anderem als „RINO“ angriff. Sie konnte diese Vorwahl mit 62,9 % gegen ihn gewinnen und gewann die Hauptwahl im November mit 66,4 % gegen den Demokraten Chris Reed und den Unabhängigen Wes Holden.
Ihre aktuelle Legislaturperiode im Repräsentantenhaus des 119. Kongresses läuft bis zum 3. Januar 2027.

### Ausschüsse
Miller ist aktuell Mitglied in folgenden Ausschüssen des Repräsentantenhauses:
- Committee on Ways and Means
  - Health
  - Trade
- Select Committee on the Climate Crisis